# Moja gwiazda: Teen Spirit
Moja gwiazda: Teen Spirit (ang. Teen Spirit) – amerykańsko-brytyjski film fabularny z 2018 roku w reżyserii Maxa Minghelli, wyprodukowany przez wytwórnie Lionsgate, LD Entertainment i Bleecker Street. Główną rolę w filmie zagrała amerykańska aktorka Elle Fanning.

## Fabuła
Polka Violet Waleńska (Elle Fanning) mieszka ze swoją matką Marlą (Agnieszka Grochowska) w Wielkiej Brytanii. Nastoletnia dziewczyna marzy o karierze w brytyjskim show-biznesie – chce zostać piosenkarką. Jednak mocno stąpająca po ziemi matka widzi ją raczej w szkole, która da jej pewną pracę. Gdy w ich miasteczku odbywają się eliminacje do słynnego talent show „Teen Spirit”, Violet bez wiedzy matki bierze w nich udział i ku swemu zdumieniu przechodzi do finałowego etapu.

## Obsada
- Elle Fanning jako Violet Valenski
- Zlatko Burić jako Vlad
- Rebecca Hall jako Jules
- Agnieszka Grochowska jako Marla
- Clara Rugaard jako Roxy
- Millie Brady jako Anastasia
- Olivia Gray jako Lisa
- Ruairi O’Connor jako Keyan Spears
- Archie Madekwe jako Luke
- Jordan Stephens jako Rollo
- Ursula Holliday jako Louise

## Odbiór

### Krytyka
Film Moja gwiazda: Teen Spirit spotkał się z pozytywną reakcją krytyków. W serwisie Rotten Tomatoes 72% ze stu czterech recenzji filmu jest pozytywne (średnia ocen wyniosła 6,19 na 10). Na portalu Metacritic średnia ocen z 24 recenzji wyniosła 57 punktów na 100.